# Астраханская губерния
Астраха́нская губе́рния — административная единица Российской империи, Российской республики, РСФСР и СССР, существовавшая с 1717 по 1928 год. Губернский город — Астрахань.

## География
Географическое положение
Астраханская губерния располагалась на юго-востоке европейской части Российской империи, между 45° и 51° северной широты и 43° и 51° восточной долготы. Наибольшая длина губернии с севера на юг — до 550 вёрст (587 км), наибольшая ширина с запада на восток — 500 вёрст (533 км).
Местоположение Астраханской губернии относительно современных административных границ
На территории бывшей Астраханской губернии (в границах на 1914 год) в настоящий момент расположены полностью Астраханская область и Республика Калмыкия, частично — Волгоградская область, Ставропольский край, Ростовская область и Республика Дагестан; часть губернии вошла в состав Казахстана — Атырауская область.
Северо-восточная часть бывшего Астраханского уезда расположена на территории современной Астраханской области; кроме того, на территории уезда расположена южная часть Республики Калмыкия; небольшая западная часть уезда находится на территории Ростовской области; небольшая южная часть уезда находится на территории Ставропольского края и Республики Дагестан.
Бывший Красноярский уезд большей частью находится на территории современной Астраханской области; его небольшая северная часть расположена на территории Казахстана;
Северо-восточная часть бывшего Енотаевского уезда располагается на территории современной Астраханской области; а юго-западная часть составляет северную часть Республики Калмыкия; крайняя западная часть — на территории Ростовской области.
Северо-восточная часть бывшего Черноярского уезда располагается на территории современной Астраханской области; северная и северо-западные части — на территории Волгоградской области; южная часть уезда образует северную часть Республики Калмыкия.
Бывший Царевский уезд небольшой южной частью относится современной Астраханской области; а вся остальная его часть с городом (ныне село) Царев расположена на территории Волгоградской области.
Бывшая Киргизская степь находится на территории современного Казахстана.
Площадь
Площадь губернии в 1886, по данным губернского межевого управления, составляла 182 913 квадратных вёрст /кв. в./ (208 200 кв.км). Площадь всех пяти уездов, включая водную поверхность, составляла 41 147 кв.в. (46 830 кв.км), Калмыцкой степи — 75 635 кв.в. (86 080 кв.км) и Внутренней киргизской орды — 66 131 кв.в. (75 240 кв.км).
По другим данным (И. А. Стрельбицкий) (1874), площадь Астраханской губернии составляла 197 247,2 кв.в. (224 500 км²), в том числе, поверхность озёр — 647,5 кв. в. (736,9 км²), Волжской дельты — 14 674,8 кв.в. (16 700 кв.км). Данная территория включала всё пространство от города Царицына до Каспийского моря, между реками Волгой и Ахтубой и с включением всех островов по морскому побережью. По своей площади Астраханская губерния занимала четвёртое место среди губерний Европейской части Российской империи.
Рельеф
Территория губернии представляла, как и в наше время, обширную, лишённую лесной растительности, песчано-глинистую и солонцеватую степь, имеющую общий склон к юго-востоку и составляющую часть Прикаспийской низменности, бывшей ранее морским дном. Южная часть губернии на протяжении 400 вёрст (427 км) омывалась водами Каспийского моря.
Гидрография
Река Волга разделяла Астраханскую губернию на две половины: лежащая на правом её берегу называлась Волжской, или Калмыцкой степью, а находящаяся на левом берегу — Заволжской, или Киргизской степью.
С вступлением реки в Астраханскую губернию в её течении замечаются некоторые изменения: так, Волга, шедшая на юг, вступая всем своим руслом в пределы губернии, около колонии Сарепты, вдруг делает крутой поворот к востоку, образуя первую луку; а затем у селения Владимировки, делая вторую луку, направляется на юго-восток и удерживает это направление до впадения своего в Каспийское море.
Верстах в двадцати выше Царицына Волга отделяет от себя с левой стороны значительный рукав Ахтубу, текущую на протяжении до 500 вёрст почти параллельно с главным руслом Волги до Каспийского моря.
В пределах Астраханской губернии Волга не принимает ни одного сколько-нибудь значительного притока, а сама отделяет множество рукавов, которые, в свою очередь, дробясь на более мелкие притоки, носящие название ериков, проранов, подстепков, узенов, ильменей и т. д., беспрерывно переплетаясь, образуют собой водный лабиринт. Волжская дельта начинается, собственно, с отделением от Волги значительного рукава её — реки Бузана у Петропавловской ватаги, немного выше Лебяжинской станицы. В нижнем течении Волги насчитывают до 200 притоков, и все они большей частью отделяются с левой стороны Волги; наиболее замечательные из них по многоводию: Ахтуба, Бузан, Б. Болда, Камызяк, Чаган, Иванчуг и др.; с правой стороны притоки начинают отделяться от Волги большей частью ниже Астрахани, из них назовём: Бахтемир, Кара-Булак и Чулпан. При впадении в море Волга имеет до 70 устьев, образуя низменную дельту, поросшую непроходимым лесом камышей, которые у морских берегов приводят к образованию так называемых «черней». Разбившись на множество рукавов, Волга в устьях своих сильно мелеет, что и составляет основное препятствие для судоходства в сторону Каспийского моря.
На главном судоходном её русле «Бахтемире» при выгонных (W и NW) ветрах бывает на мелях до 2 ½ фут. и менее воды; мели, известные под названием «россыпей», следующие: первая от Астрахани в 53 верстах — Княжая, затем идёт Шадинская, далее Ракушинская и последняя Зюзинская. С 1854 года на «Камызякском» рукаве Волги, который был избран фарватером для сообщения с морем, производились работы в течение 13 лет, стоившие более 2 млн руб., но не оправдавшие возлагавшихся на них надежд. Штормы и наводнение 20 и 21 октября 1869 года разрушили все сооружения, предпринятые для улучшения Камызякского фарватера, вследствие чего работы были прекращены, а с 1874 было начато углубление «Бахтемировского» фарватера посредством землечерпательных машин, продолжавшееся и в 1890-е гг.
Кроме Волги и Ахтубы с их сетью водных притоков, в губернии находятся следующие текучие воды: на севере, на границе с Саратовской губернией, течёт небольшая речка Сарпа, пересыхающая летом и составляющая исток целой системы сарпинских озёр, лежащих у подножья Эргеней. Река Вязовка течёт с запада на восток, всего на протяжении 25 вёрст, имеет горько-солёную воду, пересыхает, впадает в Волгу у с. Вязовки. На западной границе (с Областью Войска Донского) насчитывается до 80 речек и ручьёв, текущих с Эргеней и питающих цепь озёр, лежащих у восточного подножья этой возвышенности, или текущих к западу в притоки Дона; большая часть этих источников летом высыхает, немногие, как, например, Елиста, Тенгути, Акишбай и др., имеют постоянное течение.
На юге, на границе с Ставропольской губернией, находятся два Маныча: Западный течёт в пределы Области Войска Донского, Восточный принадлежит Астраханской губернии. Верховья обоих Манычей находятся на стыке Эргенейской возвышенности со Ставропольской и лежат на высоте 11,5 саж. над уровнем Чёрного моря. Восточный Маныч сначала течёт на юго-восток, а затем, вступив в низменную часть степи на востоке и не доходя вёрст сто до Каспийского моря, теряется в системе озёр, носящих название Састинских, образуя непроходимые топи под названием хаков, из которых наиболее известны Джерлачихаки. Соединение вершин Манычей в полую воду подало повод к возбуждению вопроса о возможности устройства судоходного канала между Азовским и Каспийским морями, но на основании исследования этой местности двумя экспедициями Главное управление путей сообщения в 1859 году высказалось, что работы по устройству канала, не представляя достаточных ручательств в успехе, потребовали бы огромных издержек, не соответствующих пользе предприятия.
Река Гайдук, составляющая рукав реки Кумы, наполняется водой только весной, лежит на юго-западной границе Ставропольской губернии.
Северо-восточная часть Астраханской губернии ещё менее наделена пресными водами. На самом севере, на границе с Самарской губернией, течёт небольшая река Еруслан с притоком р. Торгунью; далее у северо-восточной границы лежат реки Большой Узень и Малый Узень, впадающие в Камыш-Самарские озёра и принадлежащие Астраханской губернии нижним своим течением; вода в них местами солоновата; кроме того, в степи находятся Горькая речка и р. Бульдургенди, недалеко от Ханской ставки — обе незначительны и имеют горькую, негодную для питья воду. Все эти текучие воды незначительны, находятся на окраинах губернии, середина же степи совершенно лишена проточных вод.
По исследованиям г. Мушкетова, в Калмыцкой степи находятся два водоносных горизонта: верхний залегает среди каспийских отложений на небольшой глубине от 2 до 6 саж. и содержит солоноватую или солёную воду; второй, залегающий ниже каспийских осадков с прибавлением толщей третичных песчаников на глубине 20 и более саж., содержит пресную воду. Местное население пользуется для добывания подпочвенной воды первым водоносным горизонтом, для чего в местах песчаных роются неглубокие колодцы, носящие калмыцкое название «худук», реже встречается русское «копань». Худуки разбросаны по всей степи группами, в расстоянии от 10 до 30 вёрст, но в южной части степи они встречаются реже, в расстоянии 50 и 70 вёрст, и имеют воду, менее годную для питья. Кроме того, в степи эксплуатируются ещё так называемые «цандыки» — это природные цистерны; они образуются во впадинах, покрытых слоем плотной, бурой глины, на которой собирается вода от тающего снега или выпадающего дождя, годная к употреблению на короткое только время.
Водораздел между Доном и Волгой в пределах Астраханской губернии носит название Эргени (по-калмыцки — крутизны) и представляет собой плоскую возвышенность, идущую от колонии Сарепты к югу на протяжении 300 вёрст почти меридионально и оканчивающуюся у берегов Вост. Маныча крутизной, называемой Чалон-Хамур (или Таш-Муран). Наибольшая высота Эргеней у сел. Заветного, 532 ф. выше уровня Каспийского моря; к западу Эргени спускаются полого в Донскую степь, восточные их склоны круто обрываются в Волжскую степь, вследствие чего при незначительной своей высоте Эргени со стороны степи кажутся горами. Восточные склоны их изрезаны оврагами (балками), которые к западу лежат близко друг к другу; по этим оврагам весной шумят ручьи и речки, питающие целый ряд озёр, лежащих у подножья Эргеней; часть этих озёр пресноводная (Цацинское, Алцын-Хута, Шар-Толгота, Чилгир, Яшкуль и др.), или же они пресны только весною, а потом делаются горько-солёными (Ханата, Нарын-Хара, Кобдырь); некоторые летом обращаются в солончаки, как, напр., Табун-Усун, или же, высыхая, покрываются сочной травой, служа местами для богатого сенокоса (Ушке-Нур, Сальвру и др.). Почву Эргеней составляют мощные пласты жёлтой глины, так называемый лёсс.
Степь, лежащая от Эргеней к северо-востоку на правой стороне Волги, более возвышенная, не заключает в себе озёр, изобилует хорошими сенокосами, местами годна для земледелия и имеет песчано-глинистую почву. Правый нагорный берег, имеющий у Царицына 280 ф., сильно понижается к югу и уже в Черноярском уезде имеет от 30 и до 40 ф. высоты, а ниже Енотаевска появляются песчаные бугры, совершенно лишённые местами растительности; степь, все более понижаясь к Каспийскому морю, покрывается множеством солёных озёр, местность же у берегов Каспийского моря до того низменна, что всё северное и северо-западное прибрежье представляет собой вид бахромы вследствие бесчисленного числа далеко врезавшихся в прибрежье заливов (ильменей) и выдвинувшихся в море мысов, на образование которых имеют большое влияние находящиеся там бугры.
Характеристическую черту южной части степи составляют так называемые Бэровские бугры, представляющие собою ряд невысоких, не более 4 саж., вытянувшихся с востока к западу и расположенных параллельно холмов, причём они сходятся основаниями, имея длины от 1 ½ до 4 вёрст при ширине в 170 саж. На этих буграх выстроены гг. Астрахань и Красный Яр. Около взморья множество бугров выходит из-под воды, которая, заливаясь между ними, образует массу ильменей с целым архипелагом полуостровов; местность эта, лежащая к юго-западу от Астрахани, носит название «Мочаг». Прибрежная морская полоса имеет много солёных и горько-солёных озёр, некоторые окружены грязями, имеющими целебные свойства, как, напр., Тинакские грязи в 12 верстах к северо-западу от Астрахани.
Переходя к берегам Волги, мы видим, что река в этой песчано-глинистой местности прорыла себе ложе для своего русла в неустойчивом, частью сыпучем грунте, образовав долину в 30 и более вёрст ширины, ограниченную к востоку левым берегом Ахтубы. Вся эта долина, изрезанная во всех направлениях протоками реки, образует архипелаг островов, заливаемых в половодье водою и состоящих из намывной почвы; по берегам острова окаймлены узкой полосой леса, состоящего преимущественно из тальника, и по спадении воды представляют богатую луговую растительность; вся эта долина носит название — «займища».
За Ахтубой лежащая к востоку местность, сливающаяся с необозримыми среднеазиатскими степями, представляется в общих чертах сходной с лежащею к западу. Наиболее возвышенная северная часть её представляет несколько бугристую поверхность, покатую от берегов Ахтубы к востоку и сливающуюся с более песчаной и низменной равниной; её песчано-глинистая почва в более низких местах изобилует хорошими сенокосами и годна к обработке, но местами до того рыхла, что легко превращается в сыпучий песок, район которых, с года на год увеличиваясь, гибельно отражается на заселённой местности, засыпая пастбища, пашни и образуя поля песчаных бугров — барханов. Благодаря их наступательному движению некоторые местности до того засыпаны песком, как, напр., Ханская ставка, селения Сеитовка и Хошеутовское и другие, что жители вынуждены, как, напр., в последнем, переселяться; соляные озёра, как, напр., Мухановские, Джамбайские делаются подпесочными, и добыча соли на них прекращается; то же явление замечается в западной степи. В наиболее северных частях восточной степи встречается в Царевском уезде чернозём. В этой полосе лежат и наиболее известные своим громадным содержанием соли озера Ельтона (Эльтон) и Баскунчак и гора Чапчачи, а также наибольшие возвышенности в виде отдельных гор: Большое Богдо — 524 ф., М. Богдо — 96 ф., Арзагар — 72 ф. и др.
Местами встречаются грязи и топи, из которых наиболее известны громадные Улань-Хаки, лежащие верстах в пяти от Ханской ставки и имеющие десятки вёрст в ширину и длину, и озёра с горько-солёной и пресной водой. Далее к В., верстах в 100 от берега Ахтубы, степь переходит в песчано-бугорную, носящую название «Рын-пески». Песчаные бугры этой местности представляют возвышения разнообразной формы, между которыми залегают луга, имеющие нередко 14 и более вёрст ширины, покрытые хорошею растительностью из аржанда и других злаков, свойственных степи. Эти бугры, почти лишённые растительности, мало-помалу, по приближении к морю, исчезают и из обыкновенных сыпучих песков переходят в жёлтые, бесплодные, солончаковые низины, местность становится богатою мелкими соляными озёрами и грязями, из которых наиболее известны Кизил-Хаки, а между гор Бистау находится целебный источник, носящий название Ассетюбе или Айсысар, горько-солёного вкуса, с температурой в 3° Ц., с сернистым запахом.
К Ю. З. появляются Бэровские бугры. Восточную окраину губернии составляет плоская степь, частью с почвой тёмно-серой глины, частью с площадями, имеющими песчано-глинистую солонцеватую почву; на С. этого района лежат пресноводные Камыш-Самарские озёра, окружённые топями, поросшими камышом.
Геология
По своему геологическому составу почва Астраханская губерния принадлежит к арало-каспийской формации, пласты всюду горизонтальны и содержат множество солёных глин. Каспийские осадки, залегающие на песчаниках и третичных глинах, достигают громадной мощности в 53 саженей и состоят из перемежающихся слоёв песку и разноцветных глин — красно-бурых, синих, зелёных, и содержат раковины, принадлежащие каспийской фауне и большей частью к формам, ныне ещё живущим.
Ниже Чёрного Яра глинистые пласты становятся более тонкими, а иногда и совсем исчезают, и тогда преобладает рыхлый песок, служащий к образованию дюн у берегов нижнего течения Волги, которые особенно заметны у станиц Лебяжинской и Дуновской и носят название «Толокняных гор».
Эргени представляют самостоятельную ось поднятия, последовавшую в то время, когда уже осадились каспийские глины, и состоят из третичного жернового песчаника, лежащего на синей глине, принадлежащего к миоцену. Только в отдельной возвышенности луговой стороны являются горные породы более древней формации, а именно пермской и триасовой, встречающиеся в г. Богдо. Опока, или меловой мергель, принадлежит к меловой почве. Песчаники Соляной Балки представляют жерновой камень лучшего качества. Около сел. Кормового встречаются обломки белого кварца, лидийского камня и железистого песчаника. В балке «Кресты» находятся слои рухляка, обременённые остатками ископаемых рыб. Чалон-Хамур сложен из известковых пластов. Гипс, находящийся в некоторых балках, обжигается для добывания алебастра, употребляемого только на беление хат. Кроме того, в Эргенях найдены признаки каменного угля, а железные руды в сев. части представляют в некоторых балках мощные выходы. У Сарепты добывается гончарная глина, у сел. Солодников — кровельный сланец, у Астрахани — кирпичная глина; а около урочища «Элиста» найдена фаянсовая глина, имеющая при калении чисто-красный цвет. В некоторых местностях имеется селитра. У горы Б. Богдо найдено незначительное месторождение серы и присутствие нефти; возвышенности левой стороны Волги, как Богдо и друг., состоят преимущественно из гипса; но вообще в Астраханской губ. трудно ожидать развития какой-либо отрасли горной промышленности, за исключением существующей — соляной. К новым образованиям относятся наносы Волги, песчаные дюны, известковые туфы Эргеней, солончаки и самосадочные соли. Кости мамонтов и других животных находятся лишь в наносах Волги.
Флора
Бедная степная растительность нигде не представляет в Астраханском крае непрерывного сплошного дерна, а рассеяна как бы островами; на более возвышенных местах располагаются многочисленные виды полыни с их серовато-зелёною листвою, а где местность солоновата, появляются сорта солянок с тёмно-зелёной листвой или сухие колючки; в более низменных местах белеет ковыль, а низменности покрыты зелёною солодкою и разными злаками; где же почва солонцевата — солянками из породы Salicorneae, тёмно-розового цвета, с толстыми и сочными листьями; только луга и острова на Волге да овраги Эргеней имеют более пышную растительность. Стоячие воды низовий Волги украшают Nymphea alba и Nelumbium nuciferum.

## История
Астраханская губерния лежала на границе среднеазиатских степей, с незапамятных времён служила дорогою при передвижении народов, представляя как бы ворота из Азии в Европу.
По этому пути двигалось все переселение народов. Причём одни, вытесняя других, в свою очередь уступали место вновь шедшим с Востока волнам переселения. Наиболее древние известия свидетельствуют о нахождении в астраханских степях скифов. Во II веке нашей эры являются аланы, вытесненные в III веке хазарами, по имени которых Каспийское море называлось Хазарским, которые имели на берегах низовий Волги столицу Итиль. С IV по XI века проходят здесь — угры, гунны, обры, мадьяры, болгары, хвалисы и т. д. По имени последних Каспийское море окрещивается Хвалынским.
В XII веке в астраханских степях кочевали половцев, которых в XIII веке сменили монголы, занявшие значительное пространство течения Волги и в низовьях Астраханского края основавшие города — Сарай-Бату, Сарай-Берке, Увек и Хаджи-Тархан.
Начало своё Астраханское царство ведёт с 1480 года, со времени погибели хана Золотой Орды Ахмета, с переходом во владение ногайских царевичей, а в 1490 году поминается там царём Абдул-Керим. Но уже с 1554 года русские войска под начальством князя Пронского Шемякина занимают Астрахань для водворения на престоле изгнанного из Астрахани хана Дербыша, который присягнул на подданство России, обещая платить дань. Измена Дербыша была причиною окончательного занятия города русскими и присоединения Астраханского царства к Московскому государству в 1557 году.
Долгое время население края ограничивалось только городом и местностями, лежащими в волжской дельте ниже Астрахани, так называемыми «учугами», для лова рыбы. Со времени Петра I, обратившего особенное внимание на этот край, начала развиваться колонизация, шедшая, впрочем, вначале очень туго по причине частых набегов разных татарских орд, разбоев — калмыков и вольницы казачьей.
В 1632 прикочевали калмыки, закончив собою движение кочевых орд с востока на запад, так как переселение киргизов в 1801 году в Астраханскую степь совершилось уже с разрешения правительства. В 1627 году положено основание Черноярскому острогу, в 1667 году основан Красный Яр, с 1700 года появляются первые селения на правом берегу Волги (Солёное Займище).
Астраханская губерния была создана указом Петра I от 22 ноября 1717 года (до этого с 1708 года её территория входила в состав Казанской губернии). В состав Астраханской губернии вошли города с прилегающими территориями: Астрахань, Гурьев Яицкий (совр. Атырау, Казахстан), Дмитриевск (совр. Камышин), Петровск, Самара, Саратов, Симбирск (совр. Ульяновск), Сызрань, Терский город, Царицын (совр. Волгоград), Яицкий городок (совр. Уральск) Красный Яр, Чёрный Яр и Кизляр.
В 1728 году города Саратов, Самара, Симбирск (совр. Ульяновск), Сызрань с уездами были переданы в состав Казанской губернии.
В 1744 году с образованием Оренбургской губернии, Яицкий городок и территория Яицкого казачьего войска передаётся в её состав.
В 1739 году Саратов был возвращён в состав Астраханской губернии.
В 1742 году основывается Енотаевск, с 1746 года начинается заселение правого берега казачьими станицами.
В 1752 году из Астраханской губернии в состав Оренбургской был передан город Гурьев.
В 1763 году по высочайшему указу поселено на Волге, около Астрахани, 65 семей лютеран, образовавших поселение Визенталь, время и обстоятельства уничтожения которого неизвестны. С целью скорейшего заселения края правительство дарит участки земли и продаёт их на льготных условиях. Так, в 1770 году продано земли разным лицам 5755 десятин с прилежащими водами. В 1771 году большая часть калмыков вследствие возникшего неудовольствия распоряжениями правительства покинула пределы России, так что осталась меньшая часть их на правом берегу Волги.
После ликвидации автономии Калмыцкого ханства и миграции большинства калмыков назад в Джунгарию калмыцкая степь превратилась в один из административно-территориальных районов России, подчинённый астраханскому военному губернатору.
В ноябре 1780 года Саратов стал центром вновь образованного Саратовского наместничества, куда также вошли города Петровск и Дмитриевск.
В 1782 году, после пугачёвского восстания, город Гурьев был возвращён в состав Астраханской губернии. В том же году к Астраханской губернии был присоединён и город Уральск, а города Царицын с Ахтубинским шёлковым заводом и Чёрный Яр были переданы в состав Саратовской губернии.
5 мая 1785 года было учреждено Кавказское наместничество в составе Астраханской и Кавказской областей (центр — небольшая крепость Екатериноград). 30 апреля 1790 года Кавказское губернское правление переведено в город Астрахань.
Указами 12 и 31 декабря 1796 года наместничество было преобразовано в Астраханскую губернию (включая будущие Ставропольскую, Терскую и Кубанскую губернии), тогда же учреждено губернское правление.
15 ноября 1802 года Астраханская губерния была разделена на Астраханскую и Кавказскую. Во главе Астраханской губернии был поставлен гражданский губернатор. В то же время Астраханская губерния подчинялась и военному начальнику Кавказского края и Грузии. Царский указ от 27 октября 1803 года ставит астраханскому губернатору на вид недопустимость вмешательства в дела Кавказской губернии.
В 1803 году территория Уральского казачьего войска была обратно присоединена к Оренбургской губернии.
6 января 1832 года Астраханская губерния была полностью отделена от Кавказской, при этом во главе губернии наряду с гражданским был поставлен и военный губернатор.
10 марта 1825 года большая часть территории кочующих народов Астраханской губернии переведена в состав Кавказской области, было образовано Главное приставство магометанских кочующих народов.
В 1832 году Астраханская губерния изъята из ведения Главноуправляющего Грузии.
Между 1848 и 1850 совершено заселение сёлами Ставропольского тракта. В 1850 году от Саратовской губернии присоединён Царевский уезд, а в 1860 году граница, шедшая по реке Куме, отнесена несколько севернее, но приток её река Гайдук (Гуйдук) и калмыки Больше-Дербетовского улуса переданы в ведение Ставропольской губернии. В 1862 году разрешено заселение середины Калмыцкой степи хуторами от 15 до 20 дворов, начиная от города Астрахани до границы Войска Донского, по так называемому Крымскому тракту, на протяжении 335 вёрст, для чего избрано 15 пунктов. Но заселение не состоялось по неимению желающих поселиться в указанных местах.
В 1913 году введено земство.
В 1917 году Киргизская степь была выделена в отдельную Букеевскую губернию. В 1919 году Царевский и Черноярский уезды отошли к Царицынской губернии. Через год Калмыцкая степь стала частью Калмыцкой АО. В итоге в Астраханской губернии осталось 3 уезда: Астраханский, Енотаевский и Красноярский. В 1925 году уезды были упразднены, а вместо них образованы районы: Баскунчакский, Бирючекосинский, Болхунский, Енотаевский, Зацаревский, Икрянинский, Камызякский, Красноярский, Могойский, Никольский, Разночинский, Трусовский, Харабалинский.
21 мая 1928 года губерния была упразднена, её территория вошла в состав вновь образованной Нижне-Волжской области.

## Административное деление
В начале XX века в административном отношении Астраханская губерния разделялась на 5 уездов (Астраханский, Красноярский, Енотаевский, Черноярский и Царевский), Калмыцкую степь с 7 улусными управлениями и калмыцким базаром, Киргизскую степь (Внутреннюю Киргизскую орду), разделённую на участковые управления (5 частей и два округа), и Астраханское казачье войско из 2 отделов.
| № п/п | Уезд                       | Уездный город                 | Герб уездного города | Площадь, вёрст² | Население (1897), чел. |
| ----- | -------------------------- | ----------------------------- | -------------------- | --------------- | ---------------------- |
| 1     | Астраханский               | г. Астрахань (112 880 чел.)   |                      | 6499,0          | 219 760                |
| 2     | Енотаевский                | г. Енотаевск (2826 чел.)      |                      | 4852,0          | 76 080                 |
| 3     | Красноярский               | г. Красный Яр (5593 чел.)     |                      | 9463,0          | 65 995                 |
| 4     | Царевский                  | г. Царев (6977 чел.)          |                      | 18 964,0        | 198 022                |
| 5     | Черноярский                | г. Чёрный Яр (4226 чел.)      |                      | 11 858,0        | 100 316                |
| 6     | Калмыцкая степь            | -                             |                      | 67 246,0        | 128 573                |
| 7     | Внутренняя Киргизская орда | с. Ханская Ставка (2564 чел.) |                      | 70 781,0        | 214 796                |

Во всех пяти уездах состояло (1888) 157 сельских обществ, 47 волостей, 13 станов и 89 уряднических участков. Всего имений и деревень в губернии — 189, кроме 13 станиц астраханских казаков, ватаг и хуторов. Число строений в сёлах пяти уездов состояло из 231 каменных и 56 472 деревянных домов. В губернии было 167 церквей и 4 монастыря (1887).
В 1917 году Киргизская степь была выделена в отдельную Букеевскую губернию. В 1919 году Царевский и Черноярский уезды отошли к Царицынской губернии. Через год Калмыцкая степь стала частью Калмыцкой АО. В итоге, в Астраханской губернии осталось 3 уезда: Астраханский, Енотаевский и Красноярский. В 1925 году уезды были упразднены, а вместо них образованы районы: Баскунчакский, Бирючекосинский, Болхунский, Енотаевский, Зацаревский, Икрянинский, Камызякский, Красноярский, Могойский, Никольский, Разночинский, Трусовский, Харабалинский.

## Население
Наиболее крупные населённые пункты (1877):
| Уезд         | Населённый пункт     | Количество дворов | Население (чел.) |
| ------------ | -------------------- | ----------------- | ---------------- |
| Царевский    | слобода Николаевская | 1750              | 17824            |
| Енотаевский  | село Никольское      | 668               | 4734             |
| Черноярский  | село Солёное-Займище | 533               | 3090             |
| Астраханский | селение Солянка      | 305               | 1658             |
| Красноярский | село Казначинское    | 147               | 1396             |
|              | станица Замьяновская | 323               | 1763             |

Оседлое население Астраханской губернии в 1888 г. состояло из 479 980 д.об.п., 245 079 м.п. и 234 901 ж.п., преимущественно из великороссов, малороссов (переселенцев разных губерний России) и из татар юртовских, кундровских (см. астраханские татары): плотность сельского населения составляет 11,6 челов. на 1 кв. версту. Кроме того, в Калмыцкой степи приблизительно считалось 138 980 д.об.п. и в Киргизской — 237 520 д.об.п., между ними небольшое число каракалпаков и туркмен.
По вероисповеданиям население состояло: из православных — 420 699 д.об.п., раскольников — 12 002, армяно-григориан — 6 364, римско-католиков — 1 183, евангел.-лютеран — 585, евреев — 872, магометан — 276 759, ламаитов — 136 735, других исповеданий — 1 713.
В остальном населении число жителей по происхождению состояло из дворян потомственных и личных — 2 665 душ обоего пола; духовенства православного монашествующего — 120, белого — 1 736, армяно-григорианского — 97, римско-католического — 1, еванг.-лютеранского — 5, магометанского — 383, иудейского — 3; граждан потомственных и личных — 647; купцов — 2 354; мещан и цеховых — 65 122; разночинцев — 1 724; крестьян всех наименований — 348 066; колонистов — 169; вольных матросов и штурманов — 72; регулярного войска — 1 621; казаков — 16 404; запасных нижних чинов — 8 002; отставных нижних чинов — 28 852; иностранных подданных — 1 131; лиц, не принадлежащих к упомянутым разрядам, — 807.
Число браков в оседлом населении показано — 5 167; число родившихся 29 753, а умерших — 20 080, прирост населения в 9 673. По среднему выводу (Шперк) за 17 лет в оседлом населении губернии ежегодно рождается на 100 д. — 5,7; умирает 3,7. Из времён года наиболее умирает летом — 33,5 %, затем весною — 23 %, зимою 22,7 % и осенью 20,8 %.

### Национальный состав в 1897 году[8]
| Уезд                       | русские | казахи | калмыки | украинцы | татары | армяне | немцы |
| -------------------------- | ------- | ------ | ------- | -------- | ------ | ------ | ----- |
| Губерния в целом           | 40,8 %  | 25,0 % | 13,8 %  | 13,3 %   | 5,3 %  | …      | …     |
| Астраханский               | 74,7 %  | 3,3 %  | 1,8 %   | …        | 13,9 % | 1,9 %  | …     |
| Енотаевский                | 69,4 %  | 3,6 %  | 8,5 %   | 18,0 %   | …      | …      | …     |
| Красноярский               | 41,2 %  | 43,6 % | …       | 1,7 %    | 12,6 % | …      | …     |
| Царевский                  | 54,8 %  | 2,2 %  | …       | 38,2 %   | 2,2 %  | …      | 1,5 % |
| Черноярский                | 50,5 %  | …      | 4,6 %   | 40,7 %   | 3,2 %  | …      | …     |
| Калмыцкая степь            | 3,3 %   | …      | 95,3 %  | …        | …      | …      | …     |
| Внутренняя Киргизская орда | …       | 96,5 % | …       | …        | 2,7 %  | …      | …     |

| Год  | Численность | Численность |
| ---- | ----------- | ----------- |
| 1897 | 1 003 542   | [ 9 ]       |

## Образование
Народное образование в губернии, за исключением города Астрахани, состояло из приходских, начальных народных училищ, церковно-приходских и школ грамотности, всех этих училищ было в уездных городах 11, при 682 учащихся (505 мальч. и 177 дев.), в сёлах и станицах 193 училища с 7090 учащимися (6203 мальч. и 1887 девоч.), 5 училищ в Калмыцкой степи с 118 мальч., татарских школ 36 с 1144 учащимися (1099 мал. и 45 дев.). В Киргизской орде 2 ставочных училища и 6 школ.

## Экономика
Рыболовство
Из занятий жителей на первом плане стоит рыболовство, как один из промыслов, наиболее доставляющий заработок местному и пришлому населению и около которого группируются другие промыслы. Так, в Астраханском и Красноярском уездах ежегодно в лове рыбы принимает участие до 30 000 человек пришлого люда, считая в том числе женщин и подростков. Количество билетов, выданных на право лова рыбы и на бой тюленей, или, другими словами, число вольных ловцов простиралось в 1888 г. до 8 514 чел. Улов сельдей, составляющий одну из главнейших статей дохода, в 1888 г. был относительно невелик и простирался только до 21 млн рыб, между тем как в предыдущем году улов показан в 278 млн сельдей. Рыболовство доставило казне дохода 753 384 р.
Соледобыча
Соледобывание после рыболовства, с которым имеет тесную связь, составляет один из главных родов промышленности, доставляя заработок как местному населению, так и пришлому люду. На Баскунчакском озере работало 2 300 киргизов и 2 000 русских рабочих, большею частию из Енотаевского и Царевского уездов; а на южно-астраханских озёрах работали преимущественно калмыки и татары в числе 1 227 человек. Добыча соли на всех озёрах простиралась до 18 702 894 пуд., из этого количества на Баскунчаке добыто 14 768 878 пуд., то есть почти три четверти всей добытой соли; на южно-астраханских озёрах — 3 934 016 пуд., кроме того, произведена правительственная заготовка соли — на Мажарогайдукской группе озёр, для казаков Астраханскаго, Кубанского и Терского войска, в количестве 59 711 пуд. Для перемола соли находилось в Астр. губ 6 паровых мельниц, одна с конным приводом и две ручные, на которых перемолото 1 255 000 пуд. Горькие солёные озёра расположены преимущественно на луговой стороне губернии, у Каспийского побережья; лежащие в нагорной стороне содержат б. ч. горькую соль только в корне. Некоторые озёра осаждают только сернокислый натр (глауберову соль), другие — двойную соль (состоит из 42,2 % сернокислого натра, 35,9 % сернокислого магния, 21,5 % кристаллизационной воды), носящую название астраханита, которым наиболее богаты озёра Б. и М. Басинские, Б. Малиновское. Добхьен-Хак, Хочетинское, М. Кардуанское и др. Разработка этих озёр производилась гг. Оссе, Мальцевым и др., но временно и в незначительных размерах.
Скотоводство
Топографические и климатические условия губернии служат причиной, что скотоводство составляет одно из наиболее выдающихся занятий населения, а у калмыков, киргиз и отчасти татар составляет исключительный источник для их существования. В губернии показано всего скота (1887) 3 349 440 голов; из них лошадей — 226 292, рогатого скота — 766 320, овец — 2 247 556, коз — 43 299, верблюдов — 66 035. У крестьян 5 уездов приходилось на один двор — 7,8 гол. рогатого скота, 1,6 лошадей, 20,9 овец. В последнее время скотоводство сильно пострадало от эпизоотии чумы, от которой в 1888 г. заболело 4 774 головы; из этого числа 841 гол. пало, а 4 433 убиты для прекращения болезни. Но ещё более скотоводство страдает от суровых зим, а в особенности гололедицы и снежных вьюг (шурганов); так, в 1798 г. одни калмыки потеряли более 500 000 гол. скота, в зиму 1828 г. в киргизской орде погибло 364 450 гол. крупного скота и до миллиона овец; к главным причинам таких громадных потерь нужно отнести отсутствие запаса корма на зиму, а потому скот всю зиму пасётся под открытым небом, на подножном корму.
Земледелие
Земледелие в Астраханской губернии слабо развито; наиболее земледельческим уездом является Царевский, второе место принадлежит Черноярскому уезду, в Енотаевском хлебопашество незначительно, в Астраханском уезде, за исключением двух волостей, Яндыковской и Началовской, население не занимается земледелием, а в Красноярском уезде посев хлебов вовсе не производится. Крестьяне пользуются своими наделами на правах общественного владения, переделы пахотных земель бывают через 5, 10 и 12 лет, а сенокосов ежегодно. Пахотные земли не удобряют. Из всех уездов один Царевский отпускает в урожайные годы избыток пшеницы за пределы губернии. Хлеб привозится из Бирска, Самары, Саратова и Нижнего Новгорода. В 1 888 г. считалось у крестьян всего 505 919 десят., посеяно озимого хлеба на 79 506 дес. и ярового на 20 733 дес., причём озимого хлеба высеяно 31 786 четв., снято 106 031 четв., рожь родилась сам — 3, пшеница сам — 12; яровых посеяно 80 858 четв., снято 434 787 четв., урожай сам — 5; кроме того, было посеяно льна — 449 четвертей, конопли — 69 четв., посажено картофеля 5 123 четв., снято 27 296 четв., преимущественно в Астраханском уезде; горчицы посеяно 3 224 четв., снято 15 107 четв.; в Черноярском и Царевском уездах посевы её с года в год увеличиваются, из неё добывается известная во всей России «сарептская горчица».
Огородничество, табаководство, пчеловодство и садоводство
В Астраханском уезде очень развито огородничество, и, между прочим, разводится много стручкового перца. Бахчеводство доставляет также значительный заработок. Астраханские арбузы — быковские (под названием камышинских) имеют громадный сбыт во внутренних губерниях России. Разведением табака занимаются в Черноярском уезде, где 10 плантаций и на трёх десятинах земли (1876) собрано 500 пудов. Пчеловодство существует в ограниченных размерах: им занимаются некоторые крестьяне в Вязовке и Болхунах. Садоводством и преимущественно разведением винограда наиболее занимаются в окрестностях Астрахани, причём татары разводят много айвы, а в Красном Яру и в Енотаевском уезде в садах разводят преимущественно яблоки.
Промыслы
Между промыслами, доставляющими немалый заработок местному населению, нужно упомянуть об извозном промысле, или чумачестве. Число сёл, жители которых занимаются этим промыслом, — 70, а число лиц — 6 151; число скота, употреблённого в извозе, состояло из 39 598 волов, 1 757 лошадей и 764 верблюдов (1876).
Леса в Астраханской губернии занимают узкую полосу посередине губернии, или так называемое займище, в остальных частях леса или почти совсем нет, или он разведён искусственно до 1 200 десятин. Астраханский лес состоит исключительно из лиственных пород, причём более крепкие породы растут в северной половине губернии и состоят из однолетнего дуба (Quercus pendunculatа), вяза, осокоря и единично из тополя и тутового дерева; вторую группу южной полосы губернии составляют мягкие породы, исключительно ивовые; за границу между обеими группами можно принять окрестности села Каменного Яра. Подлесок состоит из белотала, чернотала, краснотала, тёрна, дикой яблони, калины, карагача, крушины, неклена, боярышника, шиповника и гребенщика. Леса занимают площадь в 140 655 дес., из этого числа: в 14 дачах казённого леса — 5 564 д. и 1 388 кв.с.; у крестьян в 76 дач. — 65 595 д. и 1 858 кв.с., остальную площадь составляют леса Астраханского казачьего войска, монастырей и частных, лиц всего 69 494 д. и 1 554 кв.с. Для надзора за казёнными лесами имеется 4 лесничества. Камыш, составляя громадные заросли в дельте Волги и по побережью Каспийского моря, так называемый «черни», заменяет топливо; из него делают хлевы для скота и им кроют крыши.
Промышленность
Промышленность была развита слабо. Так, в губернии в 1888 считалось всего 234 промышленных предприятий, на которых работало всего 2 107 человек, а годовой объём произведённых товаров составлял: 2 398 410 руб. Причём только 5 предприятий имели объём производства больше 100 000 рублей: 2 жиротопенно-тюленевых, 1 машиностроительное и 2 водочных.
Число предприятий, объём производства которых составлял более тысячи рублей, составляло около 120. А именно: 47 маслогорчичных, 18 кирпичных, 15 кожевенных, 14 овчинных, 13 кишечных, 3 красильных, 3 уксусных, 2 гончарных и один ватный, чулочно-вязальный, войлочный, салотопенный и бондарный. Оставшаяся часть промышленных предприятий представляла собой небольшие производства, с объёмом не более 1 000 рублей.
Торговля
Внутренняя торговля губернии в основном сосредоточена на ярмарках. В течение года их могло быть до 109 шт:
- Астраханский уезд — 2;
- Красноярский уезд — 2;
- Енотаевский уезд — 20;
- Черноярский уезд — 46;
- Царевский уезд — 29;
- Казачьи станицы — 7;
- Киргизская орда — 2;
- Калмыцкая степь — 1.

Обороты всех ярмарок составляли: привоз всех товаров на сумму 6 012 700 р., продано на 1 811 172 р.

## Транспорт и связь
Сообщение в губернии разделяется на сухопутное и водяное. Первое производится по почтовым трактам, как, напр., от Астрахани до Сарепты на протяжении 380 ¾ в., от г. Чёрного Яра до Ханской ставки 152 ½ версты. От Чёрного Яра до г. Царёва 115 в. и от г. Астрахани до г. Красного Яра 35 в.; просёлочные и степные дороги существуют между селениями и хуторами, некоторые из них служат для перевозки соли и называются солевозными, а для перевозки тяжестей — чумацкими трактами; из последних наиболее замечательны: Царицынско-Ставропольский — длиною в 300 в., Астраханско-Кизлярский, или так называемый Линейный, — 254 в., Астраханско-Царицынский — 380 вер., Крымский, или Воровская дорога — 325 в.; солевозный тракт от озера Елтона до сл. Николаевской — 129, от Владимировки до горы Чапчачи — 142 в. и т. д. Ровное степное положение губернии даёт возможность сообщаться в любом направлении. Для переправы через Волгу и Ахтубу существует 11 перевозов на паромах и на плоскодонных судах, а в слоб. Николаевской и у г. Астрахани перевоз производится с помощью пароходов. Водяное сообщение вверх по Волге совершается удобно на пароходах, а вниз по Волге, за неимением пристаней, сообщение на пароходах не столь удобно. По р. Ахтубе ходит небольшой пароход до Царёва только в полую воду; постоянное сообщение поддерживается небольшими пароходами с г. Красным Яром и с сел. Хохлацким и с. Иванчуком. Кроме того, в А. губ. находится Баскунчакская железная дорога, идущая от пристани Владимирской до озера Баскунчака на протяжении 52 вёрст и служащая для перевоза соли (см. Баскунчак).

## Руководители губернии

### Генерал-губернаторы
| Ф. И. О.                           | Титул, чин, звание                                                                                               | Время замещения должности |
| ---------------------------------- | --- | ------------------------- |
| Потёмкин Павел Сергеевич           | генерал-поручик, и. д. генерал-губернатора Саратовского и Астраханского, с 1785 г. наместник Кавказский          | 09.05.1785—1792           |
| Гудович Иван Васильевич            | генерал-аншеф | 1792—1798                 |
| Морков Ираклий Иванович            | граф, генерал-лейтенант                                                                                          | 1798—1799                 |
| Киселёв Дмитрий Иванович           | генерал-лейтенант, и. д.                                                                                         | 1799                      |
| Кноринг Карл Фёдорович             | генерал-лейтенант                                                                                                | 1799—1802                 |
| Цицианов Павел Дмитриевич          | князь, генерал от инфантерии                                                                                     | 08.09.1802—08.02.1806     |
| Гудович Иван Васильевич            | граф, генерал-фельдмаршал                                                                                        | 02.06.1806—05.03.1809     |
| Тормасов Александр Петрович        | генерал от кавалерии                                                                                             | 05.03.1809—09.1811        |
| Паулуччи Филипп Осипович           | маркиз, генерал-лейтенант                                                                                        | 09.1811—16.02.1812        |
| Ртищев Николай Фёдорович           | генерал от инфантерии                                                                                            | 16.02.1812—12.10.1816     |
| Ермолов Алексей Петрович           | генерал от инфантерии                                                                                            | 12.10.1816—16.03.1827     |
| Паскевич-Эриванский Иван Фёдорович | граф, генерал-фельдмаршал                                                                                        | 16.03.1827—28.04.1831     |
| Лорис-Меликов Михаил Тариелович    | граф, генерал-адъютант, генерал от кавалерии, временный Астраханский, Саратовский и Самарский генерал-губернатор | 20.01.1879—07.04.1879     |

### Губернаторы
| Ф. И. О.                    | Титул, чин, звание               | Время замещения должности |
| --------------------------- | -------------------------------- | ------------------------- |
| Салтыков Пётр Самойлович    | ближний боярин                   | 1717—1719                 |
| Волынский Артемий Петрович  | полковник                        | 1719—1725                 |
| Менгден Иван Алексеевич     | генерал-майор                    | 1725—18.11.1731           |
| Измайлов Иван Петрович      | генерал-майор                    | 1731—1732                 |
| Волынский Артемий Петрович  | бригадир                         | 1732                      |
| Измайлов Иван Петрович      | генерал-майор                    | 11.07.1733—28.07.1735     |
| Румянцев Александр Иванович | генерал-лейтенант                | 28.07.1735—16.10.1735     |
| Пашков Егор Иванович        | бригадир                         | 16.10.1735—1736           |
| Соймонов Леонтий Яковлевич  | генерал-майор                    | 1736—1738                 |
| Голицын Михаил Михайлович   | князь, тайный советник           | 14.01.1740—17.09.1741     |
| Татищев Василий Никитич     | тайный советник                  | 31.12.1741—16.09.1745     |
| Брылкин Иван Онуфриевич     | действительный камергер          | 16.09.1745—1752           |
| Жилин Алексей Сергеевич     | генерал-майор                    | 18.12.1753—1760           |
| Неронов Василий Васильевич  | действительный статский советник | 1760—1763                 |
| Бекетов Никита Афанасьевич  | генерал-поручик                  | 1763—1773                 |
| Кречетников Пётр Никитич    | генерал-майор                    | 1773—1776                 |
| Якоби Иван Варфоломеевич    | генерал-поручик                  | 1776—1781                 |
| Жуков Михаил Михайлович     | действительный статский советник | 1781—1786                 |

### Правители наместничества
| Ф. И. О.                       | Титул, чин, звание | Время замещения должности |
| ------------------------------ | ------------------ | ------------------------- |
| Алексеев Илларион Спиридонович | статский советник  | 1786—1790                 |
| Брянчанинов Сергей Афанасьевич | генерал-майор      | 1790—1792                 |
| Скаржинский Пётр Михайлович    | генерал-майор      | 1792—1796                 |
| Алябьев Александр Васильевич   | тайный советник    | 1796—19.12.1796           |

### Гражданские губернаторы
| Ф. И. О.                                         | Титул, чин, звание                                                                | Время замещения должности |
| ------------------------------------------------ | --------------------------------------------------------------------------------- | ------------------------- |
| Аршеневский Николай Яковлевич                    | тайный советник                                                                   | 06.01.1797—22.04.1798     |
| Захаров Иван Семёнович                           | действительный статский советник                                                  | 22.04.1798—09.08.1800     |
| Повалишин Андрей Васильевич                      | тайный советник                                                                   | 09.08.1800—1802           |
| Тенишев Дмитрий Васильевич                       | князь, действительный статский советник                                           | 1802—15.07.1807           |
| Кожевников Лев Александрович                     | действительный статский советник                                                  | 1807—29.07.1811           |
| Андреевский Степан Семёнович                     | действительный статский советник                                                  | 29.07.1811—19.12.1818     |
| Бухарин Иван Яковлевич                           | действительный статский советник                                                  | 19.12.1818—1821           |
| Попов Иван Иванович                              | действительный статский советник                                                  | 26.04.1821—03.06.1825     |
| Осипов Александр Степанович                      | действительный статский советник                                                  | 12.01.1826—1831           |
| Гевлич Авксентий Павлович                        | статский советник, и. д. гражданского губернатора; должность упразднена в 1832 г. | 05.09.1830—15.03.1832     |
| Пяткин Василий Гаврилович                        | генерал-лейтенант                                                                 | 1831—1834                 |
| Тимирязев Иван Семёнович                         | генерал-лейтенант                                                                 | 1834—1844                 |
| Чистяков Пётр Егорович                           | контр-адмирал                                                                     | 1844—1849                 |
| Басаргин Григорий Гаврилович                     | вице-адмирал                                                                      | 1849—1854                 |
| Васильев Николай Александрович                   | вице-адмирал                                                                      | 1854—1857                 |
| Машин Ростислав Григорьевич                      | контр-адмирал                                                                     | 1857—1859                 |
| Струве Бернгард Васильевич                       | статский советник, и. д.                                                          | 15.08.1859—23.04.1861     |
| Дегай Александр Павлович                         | действительный статский советник                                                  | 23.04.1861—01.11.1868     |
| Биппен Николай Николаевич                        | тайный советник                                                                   | 15.11.1868—21.05.1880     |
| Протасов-Бахметев Николай Алексеевич             | граф, генерал-лейтенант                                                           | 25.05.1880—18.07.1882     |
| Янковский Евгений Осипович                       | генерал-майор                                                                     | 18.07.1882—24.08.1883     |
| Петров Николай Иванович                          | генерал-майор (в управление губернией не вступал)                                 | 07.09.1883—18.01.1884     |
| Цеймерн Николай Максимович                       | Свита Его Величества, генерал-майор                                               | 01.02.1884—17.05.1888     |
| Вяземский Леонид Дмитриевич                      | князь, генерал-майор                                                              | 31.07.1888—19.04.1890     |
| Тевяшов Николай Николаевич                       | генерал-лейтенант                                                                 | 26.04.1890—17.10.1895     |
| Газенкампф Михаил Александрович                  | генерал-лейтенант                                                                 | 04.11.1895—28.09.1903     |
| Громбчевский (Гронбчевский) Бронислав Людвигович | генерал-лейтенант                                                                 | 28.09.1903—04.08.1906     |
| Соколовский Иван Николаевич                      | генерал-лейтенант                                                                 | 04.08.1906—1917           |
| Иван Алексеевич Бирюков                          | генерал-майор                                                                     | 1917                      |

### Губернские предводители дворянства
| Ф. И. О.                       | Титул, чин, звание                         | Время замещения должности |
| ------------------------------ | ------------------------------------------ | ------------------------- |
| Сушков Андрей Михайлович       |                                            | 1792—1795                 |
| Копытовский Савва Романович    | надворный советник                         | 1795—1804                 |
| Ахматов Фёдор Антонович        | генерал-майор                              | 1814—1820                 |
| Некрасов Григорий Терентьевич  | надворный советник                         | 1820—1822                 |
| Арзуманов Никита Александрович | надворный советник                         | 16.01.1825—12.01.1828     |
| Максимович Павел Иванович      | полковник                                  | 04.12.1828—20.06.1830     |
| Кавторадаев Иван Яковлевич     | надворный советник                         | 21.06.1830—21.02.1834     |
| Милашев Даниил Фёдорович       | камергер, коллежский асессор               | 06.03.1834—04.02.1841     |
| Арзуманов Иван Никитович       | коллежский секретарь                       | 04.02.1841—20.03.1847     |
| Орлов Павел Иванович           | статский советник                          | 12.04.1847—08.08.1856     |
| Осипов Пётр Семёнович          | коллежский асессор, исполняющий должность  | 08.08.1856—05.04.1857     |
| Попов Иван Семёнович           | коллежский асессор, исполняющий должность  | 05.04.1857—18.10.1860     |
| Гриненко Николай Петрович      | статский советник, исполняющий должность   | 18.10.1860—09.02.1862     |
| Арзуманов Иван Никитович       | коллежский асессор                         | 09.02.1862—26.06.1865     |
| Явленский Иван Никифорович     | титулярный советник, исполняющий должность | 26.06.1865—12.04.1868     |
| Вартанов Иван Иванович         | отставной майор                            | 12.04.1868—12.09.1878     |
| Сергеев Никита Данилович       | действительный статский советник           | 12.10.1878—25.10.1884     |
| Хлебников Харлампий Николаевич | коллежский асессор                         | 25.10.1884—04.02.1888     |
| Ключарев Андрей Кириллович     | действительный статский советник           | 04.02.1888—25.10.1888     |
| Хлебников Харлампий Николаевич | статский советник                          | 12.12.1890—1906           |
| Сергеев Даниил Никитович       | действительный статский советник           | 03.04.1906—1917           |

- С 1804 по 1814 год в Астраханской губернии по малочисленности дворян выборы на дворянские должности прекращены, и все дела дворянского депутатского собрания и родословные книги сданы были в губернский архив. Возобновлены выборы в 1834 году, на что последовал в губернское правление Указ Правительствующего Сената от 07.11.1813 за № 12913.
- С 1856 по 1862 год должность губернского предводителя дворянства исправляли уездные предводители, а затем назначенный от правительства председатель Астраханской палаты уголовного и гражданского суда Грипенко. Причиною остановки выборов послужила переписка, начавшаяся по инициативе Астраханского губернатора, вице-адмирала Васильева, ходатайствовавшего у правительства о закрытии в Астрахани дворянских выборов и о присоединении астраханских дворян к Ставропольской губернии. Впоследствии ходатайство это не было уважено и выборы велено возобновить в 1862 году.

### Вице-губернаторы
| Ф. И. О.                                   | Титул, чин, звание                                                                      | Время замещения должности |
| ------------------------------------------ | --------------------------------------------------------------------------------------- | ------------------------- |
| Соймонов Леонтий Яковлевич                 | бригадир (генерал-майор)                                                                | 26.07.1736—26.01.1737     |
| Беклемишев Иван                            | действительный статский советник                                                        | 16.08.1760—1764           |
| Трейден Матвей Иванович                    | действительный статский советник, 1-й товарищ губернатора                               | 1764—1766                 |
| Небольсин Фёдор Михеевич                   | надворный советник, 2-й товарищ губернатора                                             | 1764—1766                 |
| Семиков Пётр Васильевич                    | полковник, 1-й товарищ губернатора                                                      | 1766—1772                 |
| Львов Григорий                             | подполковник, (коллежский советник с 1767) 2-й товарищ губернатора                      | 1766—1768                 |
| Баранов Михаил Григорьевич                 | коллежский советник, до 1772 — 2-й товарищ губернатора, затем — 1-й товарищ губернатора | 1768—1773                 |
| Муравьёв Матвей Артамонович                | полковник, 1-й товарищ губернатора                                                      | 1773—1776                 |
| Долгоруков Николай Сергеевич               | князь, подполковник, 2-й товарищ губернатора                                            | 1773—1776                 |
| Толстой Александр Григорьевич              | полковник, 1-й товарищ губернатора                                                      | 1776—1777                 |
| Третьяков Пётр Васильевич                  | капитан 1 ранга, 2-й товарищ губернатора                                                | 1776—1777                 |
| Третьяков Пётр Васильевич                  | капитан 1 ранга, 1-й товарищ губернатора                                                | 1777—1778                 |
| Толстой Александр Григорьевич              | полковник, 2-й товарищ губернатора                                                      | 1777—1779                 |
| Фатьянов Григорий Козьмич                  | надворный советник, товарищ губернатора                                                 | 1779                      |
| Лебедев Михаил Степанович                  | полковник                                                                               | 1779—1784                 |
| Лаптев Николай Симонович                   | бригадир, действительный статский советник                                              | январь—март 1797          |
| Каховский Алексей Васильевич               | статский советник                                                                       | 05.09.1797—1803           |
| Малинский Марк Леонтьевич                  | статский советник                                                                       | 1803—1809                 |
| Вельсовский Иван Данилович                 | статский советник                                                                       | 1809—18.09.1812           |
| Коростовцев Андрей Иванович                | статский советник                                                                       | 18.09.1812—1817           |
| Зотов Пётр Архипович                       | коллежский советник                                                                     | 1817—1822                 |
| Повало-Швейковский Христофор Христофорович | надворный советник                                                                      | 1822—04.1824              |
| Смирнов Владимир Саввич                    | коллежский советник                                                                     | 30.05.1824—30.11.1828     |
| Крузе Мартын Леонтьевич                    | статский советник                                                                       | 11.01.1829—19.04.1829     |
| Гевлич Авксентий Павлович                  | статский советник                                                                       | 19.04.1829—05.09.1830     |
| Кошелев Валериан Иванович                  | в звании камергера, коллежский советник                                                 | 26.09.1830—27.04.1834     |
| Чуфаров Павел Васильевич                   | статский советник                                                                       | 27.04.1834—14.03.1836     |
| Филиппов Евграф Васильевич                 | статский советник                                                                       | 10.04.1836—01.02.1838     |
| Пфеллер Владимир Филиппович                | надворный советник                                                                      | 01.02.1838—27.04.1841     |
| Пучкин Михаил Феопемптович                 | надворный советник                                                                      | 27.04.1841—21.08.1841     |
| Больман Андриан Казимирович                | статский советник                                                                       | 21.09.1841—11.09.1854     |
| Иванов Павел Егорович                      | коллежский советник                                                                     | 11.09.1854—01.07.1856     |
| Струве Бернгард Васильевич                 | статский советник                                                                       | 01.07.1856—15.08.1859     |
| Лавров Николай Васильевич                  | статский советник                                                                       | 15.08.1859—10.10.1861     |
| Биппен Николай Николаевич                  | статский советник                                                                       | 10.10.1861—06.09.1863     |
| Мейер Валерий Александрович                | действительный статский советник                                                        | 11.09.1863—31.05.1868     |
| Никитин Николай Васильевич                 | статский советник                                                                       | 21.06.1868—20.05.1870     |
| Гортынский Константин Николаевич           | действительный статский советник                                                        | 20.05.1870—20.10.1872     |
| Остроумов Иван Степанович                  | действительный статский советник                                                        | 26.10.1872—01.06.1879     |
| Лебедев Константин Алексеевич              | действительный статский советник                                                        | 15.06.1879—27.02.1882     |
| Азанчевский Матвей Павлович                | статский советник                                                                       | 20.03.1882—23.06.1883     |
| Жоховский Николай Иванович                 | действительный статский советник                                                        | 07.07.1883—19.12.1885     |
| Норд Лев Егорович                          | генерал-майор                                                                           | 19.12.1885—12.09.1888     |
| Бринкман Александр Германович              | действительный статский советник                                                        | 12.09.1888—10.06.1899     |
| Гирс Александр Николаевич                  | камер-юнкер, надворный советник                                                         | 24.06.1899—14.02.1901     |
| Андреевский Сергей Сергеевич               | статский советник                                                                       | 23.02.1901—30.05.1902     |
| Бологовский Яков Дмитриевич                | статский советник                                                                       | 30.05.1902—20.02.1904     |
| Сосновский Иван Васильевич                 | коллежский советник                                                                     | 20.02.1904—24.04.1904     |
| Тарасенко-Отрешков Иван Аполлонович        | действительный статский советник (с 17 апреля 1905)                                     | 24.04.1904—?.?.1906       |
| Шидловский Константин Михайлович           | коллежский советник                                                                     | 22.09.1907—16.11.1907     |
| Максимов Николай Николаевич                | действительный статский советник                                                        | 16.11.1907—1915           |
| Курилов Владимир Иванович                  | действительный статский советник                                                        | 1915—1917                 |